# Fläcklöpare
Fläcklöpare (Anchomenus dorsalis) är en skalbaggsart som först beskrevs av |Erik Pontoppidan 1763.  Fläcklöpare ingår i släktet Anchomenus, och familjen jordlöpare. Arten är reproducerande i Sverige.

## Bildgalleri

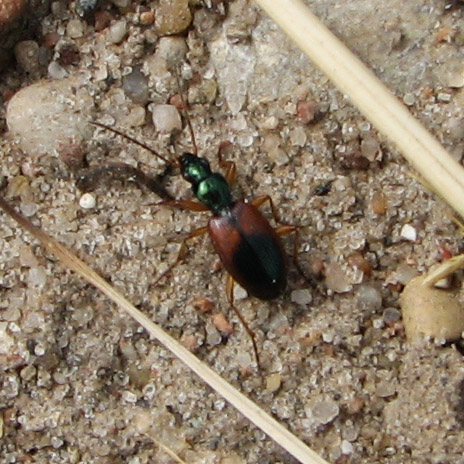